# Asse
För andra betydelser, se Asse (olika betydelser).
Asse (nederländskt uttal: [ˈɑsə]), tidigare Assche på franska, är en kommun i provinsen Flamländska Brabant i regionen Flandern i Belgien. Asse hade 32 975 invånare (2018).